# Мур, Майки
Ма́йки Сти́вен Дэ́нни Мур (англ. Mikey Steven Danny Moore; родился 11 августа 2007) — английский футболист, вингер клуба «Тоттенхэм Хотспур». В сезоне 2025/26 выступает за шотландский клуб «Рейнджерс» на правах аренды.

## Клубная карьера
Воспитанник футбольной академии клуба «Тоттенхэм Хотспур». В июне 2023 года подписал с клубом школьный контракт, который станет профессиональным, когда Муру исполнится 17 лет. 14 мая 2024 года дебютировал в основном составе «Тоттенхэм Хотспур» в матче Премьер-лиги против «Манчестер Сити». В возрасте 16 лет, 9 месяцев и 3 дней он стал самым молодым игроком «шпор» в Премьер-лиге, побив рекорд Дейна Скарлетта.
30 января 2025 года Мур забил свой первый гол за «Тоттенхэм Хотспур» в матче общего этапа Лиги Европы УЕФА против «Эльфсборга». В возрасте 17 лет и 172 дней стал самым молодым англичанином, забившим гол в еврокубках, побив рекорд легендарного нападающего «шпор» Джимми Гривза, установленный в 1957 году (17 лет и 245 дней).
1 августа 2025 года Мур отправился в сезонную аренду в шотландский клуб «Рейнджерс».

## Карьера в сборной
Выступал за сборные Англии до 15, до 16, до 17 и до 19 лет.
В мае 2024 года сыграл на чемпионате Европы до 17 лет, который прошёл на Кипре, забив на турнире 4 гола.

## Достижения
«Тоттенхэм Хотспур»
- Победитель Лиги Европы УЕФА: 2024/25